# Eduardo Sepúlveda
Eduardo Sepúlveda (født 13. juni 1991 i Rawson) er en cykelrytter fra Argentina, der kører for Fejl i Modul:Cykelhold: Wikidata-entitet ikke angivet..
Sepúlveda har deltaget med Sommer-OL 2016, 2020 og 2024.